# Ton Hubers

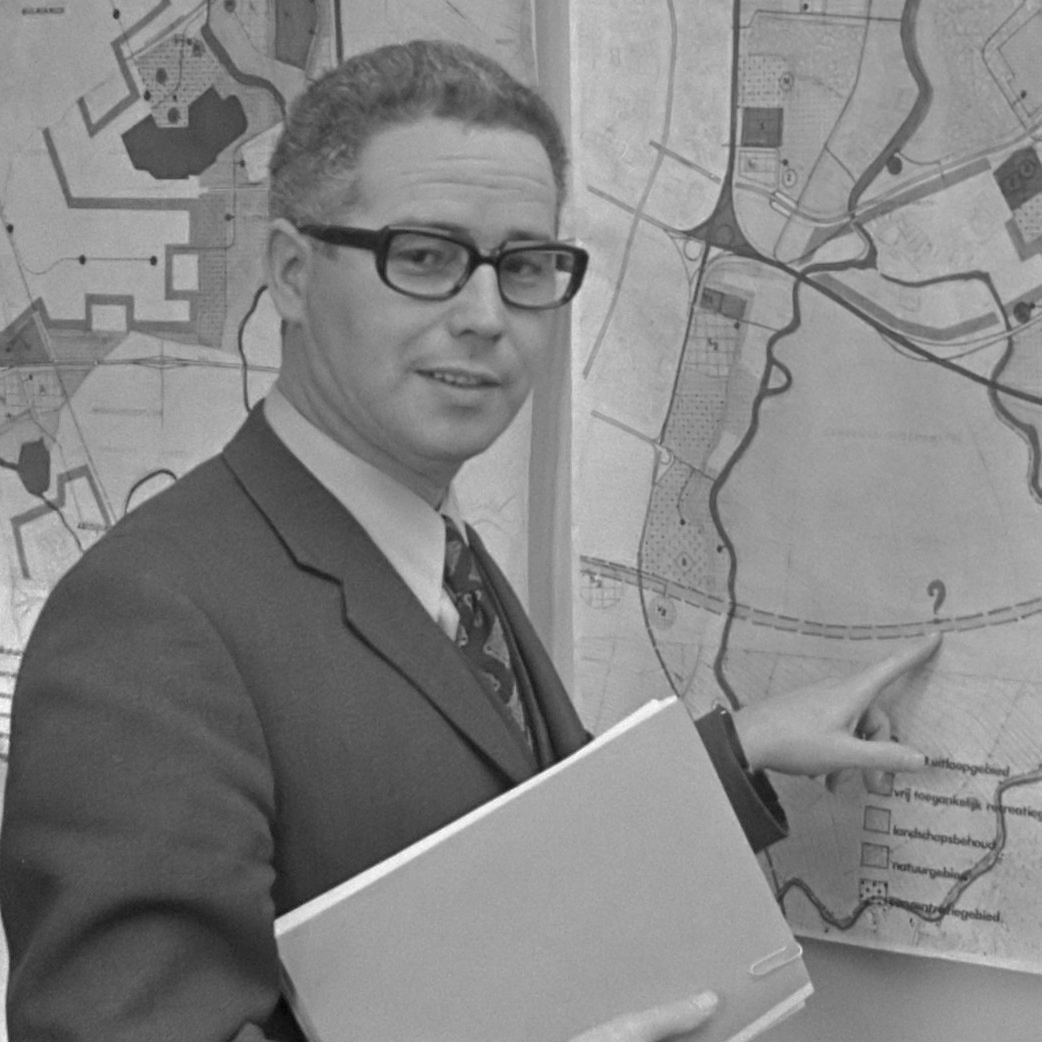
Ton Hubers (1972)

Antonius Johannes (Ton) Hubers (Nijmegen, 2 oktober 1932 – Groesbeek, 6 december 2005) was een Nederlands politicus van de KVP en later het CDA.
Hij heeft gewerkt bij de gemeente Zoetermeer waar hij het bracht tot hoofd van de afdeling stadsontwikkeling en algemene zaken. In november 1968 werd Hubers benoemd tot burgemeester van Ouder-Amstel en in maart 1976 volgde zijn benoeming tot burgemeester van Beverwijk. In maart 1986 werd hij de burgemeester van Apeldoorn wat hij zou blijven tot zijn vervroegde pensionering in november 1993. Hubers overleed eind 2005 op 73-jarige leeftijd.